# Бёртон-Пейдж, Джон
Джон Гаррард Бёртон-Пейдж (англ. John Garrard Burton-Page, 19 декабря 1921, Лондон — 13 июня 2005, Черч Ноул, Дорсет) — британский лингвист и историк-востоковед, специализировавшийся на истории, языкознании и архитектуре исламской Индии. Лектор Школы востоковедения и африканистики Лондонского университета. Один из главных авторов второго издания «Энциклопедии ислама» (113 статей включая в соавторстве), помощник редактора её второго тома. Директор Королевского азиатского общества (1968—1971).

## Биография
Родился в Лондоне 19 декабря 1921 года. В детстве он хотел стать медиком, но затем его стала привлекать классическая музыка Западной Европы. В 1939 году Джон поступил в Королевский колледж музыки в Лондоне по классу рожка. Там он учился на одном курсе с Деннисом Брейном, известным английским рожечником послевоенного периода. Однако Джону удалось окончить лишь один курс, поскольку после него его призвали в Британскую армию для участия в войне с нацистами. После прохождения подготовки был отправлен в Индию, где активно участвовал в Бирманской кампании. Закончил службу Бёртон-Пейдж в 1945 году в звании капитана 1-го Гуркхского полка короля Георга V. В ходе военной службы Джон увлёкся восточными языками и за несколько лет в совершенстве овладел хинди, непали и частично урду. Там же зародился его интерес к истории и культуре Индии.
В 1946 году, по возвращении в Англию, Джон оставил карьеру музыканта и занялся изучением санскрита. Он подал документы и поступил в оксфордский колледж Уодхэм, окончив его в 1950 году и получив степень MA по восточным языками. Во время обучения Бёртон-Пейдж, в частности, занимался фехтованием. По окончании Джон сразу поступил на работу в Школу востоковедения и африканистики Лондонского университета. Изначально Бёртона-Пейджа приняли в качестве преподавателя-заместителя по непали, но в дальнейшем перевели на должность постоянного преподавателя, а затем лектора хинди. Всё это время он изучал то традиционно индуистскую Южную Индию, то северную её часть, которая в Средние века была преимущественно мусульманской. Постепенно интерес к последней проявлялся всё сильнее, и Джон бросил все силы на изучение истории и образцов архитектуры, которые оставили после себя мусульманские завоеватели. В 1958-9 годах он провёл год в Индии вместе с семьёй, где работал в Деканском колледже аспирантуры в Пуне и посещал многие святыни индуизма, ислама и буддизма. В 1960 году Джона пригласили для работы над вторым изданием фундаментальной «Энциклопедии ислама». Первоначально Бёртон-Пейдж просто писал для неё статьи, однако когда учёные приступили к работе над вторым томом, руководящие проектом назначили его одним из ассистентов редактора. Он занимал эту должность вплоть до 1964 года, когда снова отправился в командировку в Индию. В дальнейшем эту должность занимал Виктор Луи Менаж, коллега Джона из Школы востоковедения и африканистики. По возвращении Бёртон-Пейдж продолжил написание статей.
В 1966 году в Лондонском Университете ушел на пенсию профессор индийской археологии Кеннет Кодрингтон, и Бёртон-Пейдж взял на себя обязанности преподавателя этого предмета. Через пять лет он получил звание лектора искусства и археологии Южной Азии. Новая должность позволила Джону совершить ещё несколько поездок в Индию, в ходе которых он исследовал и массово фотографировал как знакомые, так и незнакомые памятники султаната и Моголов. Коллекция Бёртона-Пейджа на 2008 год являлась одной из самых обширных по теме. Здесь, в Индии, он вёл свои лекции перед теми студентами, которые согласились поехать с ним, наглядно показывая примеры архитектуры. Иногда Джон выступал в роли экскурсовода в круизах компании Swan Hellenic, проводившей туры по «сокровищам индийского искусства». В 1968—72 годах Джон занимал пост председателя недавно созданного Центра исследований Южной Азии. В начале 1970-х годов он сыграл важную роль в основании Общества Дэниелса. Ещё одним видом деятельности Бёртона-Пейджа в эти годы было участие в работе Королевского Азиатского общества. Джон был его директором в 1968—71 годах и продолжал оставаться одним из вице-президентов до 1975 года, а также помогал в работе редакционной коллегии престижного Journal of the Royal Asiatic Society. Он же был одним из первых председателей основанного 14 ноября 1968 года комитета, который отвечал за его публикацию.
В 1982 году Джон отошел от активной преподавательской деятельности и получив статус лектора-эмерита переехал вместе с женой из Лондона в Черч Ноул, деревню в холмистой местности Пербека, в Дорсете. Несмотря на это он продолжал заниматься наукой и поддерживать активные академические связи со Школой востоковедения и африканистики Лондонского Университета. В 1989 году неожиданно скончалась жена Бёртона-Пейджа. Это пагубно отразилось на его здоровье. В 1994 году Джон пережил инсульт после которого отправился в дом престарелых, где скончался одиннадцать лет спустя, 13 июля 2005 года, и через несколько дней был похоронен рядом с женой на местном кладбище.

## Семья
Джон женился во время обучения в колледже Уодхэм на девушке по имени Одри. Пока они были ещё студентами в семье родились два сына, Николас и Пирс. В годы работы у него родился ещё один сын. Первый из них «реализовал изначальные планы отца» и сначала окончил Королевский колледж музыки по классу рожка, а затем преподавал музыку эпохи Барокко в консерватории в Обервилье под Парижем. Второй реализовал себя в качестве диктора и составителя вещательной сетки на Радио 3 Би-би-си, где обычно играет классическая музыка. Третий стал учителем музыки в школе для мальчиков в Дорсете, попутно сочиняя хоровые произведения.

## Работы
По словам Джорджа Мичелла, историка индийской архитектуры из Мельбурнского университета, как именно всё же Джон решил перейти от изучения европейской музыки к изучению индийской архитектуры остаётся загадкой. Но при этом, как пишет учёный, любовь к классике Бёртон-Пейдж сохранил на всю жизнь, и она проявлялась в некоторых его работах. Например, описывая Тадж-Махал, Бёртон-Пейдж отмечал: «Я когда-то слышал, что его описывали как обладающий моцартовской грацией, но для меня он слишком предсказуем для высот Моцарта, я бы при подобном описании остановился на Боккерини». Помимо работ по архитектуре Бёртон-Пейдж часто публиковал лингвистические исследования, в частности именно этому были посвящены его первые статьи в Bulletin of the School of Oriental & African Studies и Bulletin of the Deccan College, а ряд работ для «Энциклопедии ислама» (ЭИ) (всего он написал для неё 113 статей, включая в соавторстве о многих особенностях и типологиях исламской архитектуры, в частности масджидах, намазгархах (общественное место для молитвы), баоли, макбарах (типичное для Индии погребальное сооружение или кладбище), бурджах, каналах и фонтанах. Отдельно от ЭИ он рассматривал применение Звезды Давида (Ситара-и-Сулейман) в архитектуре Великих Моголов) — хинди при дворе Великих Моголов и буквам арабского алфавита в урду, синдхи и других языков Южной Азии. Но основным научным увлечением Джона стало исследование индийской архитектуры, к которой его привлёк Мортимер Уилер, вероятно, в свою бытность главой археологической комиссии при правительстве Индии (1944—47). В частности в его энциклопедии 1965 года (с репринтом в 1975) «Splendours of the East : temples, tombs, palaces and fortresses of Asia» Бёртон-Пейдж написал семь статей о памятниках архитектуры Индии и Пакистана.
По мнению Мичелла, Джон был мастером жанра концентрированного написания, умещая максимально возможное количество информации в минимально предоставленное ему место. Согласно Джорджу, именно поэтому он много писал для энциклопедий, поскольку в таких статьях нужно раскрыть большую, а нередко и огромную и сложную тему в очень сжатом виде. В своей работе об архитектуре в Ахмадабаде Джон рассмотрел каждую из построек в отдельности, сосредотачиваясь на их различиях между собой и никогда не заостряя внимание на том, что присуще всем постройкам.
Джон так и не написал масштабную монографию об индийской исламской архитектуре, хотя, вероятно, и имел план выпустить такую книгу, но при этом, согласно Мичеллу, ему удалось овладеть почти всеми аспектами индийской мусульманской истории, культуры и архитектуры.

### Список работ

#### Монографии/Главы/Сборники
- Ahmadabad (англ.) / ed. by George Michell and Snehal Shah. — Bombay: Marg Publications[англ.], 1988. — IV, 187 p. — (Marg (Monograph series)). — ISBN 81-85-02603-3. — ISBN 978-81-85-02603-9.
- The Sitara-i Sulayman in Indian Muslim Arts // The Islamic world from classical to modern times : essays in honor of Bernard Lewis (англ.) / ed. by Clifford Edmund Bosworth. — Princeton, N.J.: Darwin Press, Inc., 1989. — P. 75—87. — XXV, 915 p. — ISBN 08-785-0066-9.
- Burton-Page J. Indian Islamic Architecture : Forms and Typologies, Sites and Monuments (англ.) / ed. by George Michell. — Leiden: BRILL, 2007. — XXIV, 194, 64 p. — (Handbook of Oriental Studies. Section 2 South Asia, vol. 20). — ISBN 978-90-47-42365-2. — doi:10.1163/j.ctv4cbgx7.5.

#### Учебные пособия
- Thomas Welbourne Clark; John Burton-Page. Introduction to Nepali : a first-year language course (англ.). — Revised ed. — London: University of London School of Oriental and African Studies, 1977. — XVIII, 421 p. — ISBN 0728600242. — ISBN 978-07-28-60024-9.

#### Энциклопедическая литература
- Splendours of the East : temples, tombs, palaces and fortresses of Asia (англ.) / ed. by Mortimer Wheeler. — London: Weidenfeld and Nicolson ; New York: Spring Books, 1975. — 288 p. — ISBN 06-003-7945-0. — ISBN 978-06-00-37945-4.

- Isfahan // Splendours of the East : temples, tombs, palaces and fortresses of Asia. — P. 46—57.
- Tomb of Rukn-i Alam // Splendours of the East : temples, tombs, palaces and fortresses of Asia. — P. 72—81.
- Lahore Fort // Splendours of the East : temples, tombs, palaces and fortresses of Asia.
- Wasir Khan's Mosque // Splendours of the East : temples, tombs, palaces and fortresses of Asia. — P. 94—101.
- The Red Fort // Splendours of the East : temples, tombs, palaces and fortresses of Asia. — P. 130—141.
- Fatehpur Sikri // Splendours of the East : temples, tombs, palaces and fortresses of Asia. — P. 142—153.
- Taj Mahal // Splendours of the East : temples, tombs, palaces and fortresses of Asia. — P. 154—165.

- Encyclopaedia of Islam. 2nd ed :  [англ.] : in 12 vol. / edited by B. Lewis; J. Schacht & Ch. Pellat. Assisted by J. Burton-Page, C. Dumont and V. L. Ménage. — Leiden : E.J. Brill, 1991. — Vol. 2. (платн.)

### Комментарии
1. 1 2  Имеется в виду существующая в Великобритании и странах Содружества должность англ. reader, являющееся также учёным званием. Находится выше преподавателя, но ниже профессора. Сопоставимо с российским званием доцента[2].